# Hovorodon
Genre
Hovorodon est un genre de coléoptères de la famille des Cerambycidae. 

## Liste d'espèces
Selon BioLib (1 mai 2019) :
- Hovorodon bituberculatum (Palisot de Beauvois, 1805)
- Hovorodon maxillosum (Drury, 1773)
- Hovorodon santacruzensis (Hovore & Santos-Silva, 2004)
- Hovorodon subcancellatum (Thomson, 1867)